# Hipparchia blachieri
Hipparchia blachieri är en fjärilsart som beskrevs av Hans Fruhstorfer 1908. Hipparchia blachieri ingår i släktet Hipparchia och familjen praktfjärilar. Inga underarter finns listade i Catalogue of Life.